# Farmington (condado de Polk, Wisconsin)
Farmington es un pueblo ubicado en el condado de Polk en el estado estadounidense de Wisconsin. En el Censo de 2010 tenía una población de 1.836 habitantes y una densidad poblacional de 15,89 personas por km².

## Geografía
Farmington se encuentra ubicado en las coordenadas 45°15′37″N 92°41′5″O / 45.26028, -92.68472. Según la Oficina del Censo de los Estados Unidos, Farmington tiene una superficie total de 115.51 km², de la cual 112.16 km² corresponden a tierra firme y (2.9%) 3.35 km² es agua.

## Demografía
Según el censo de 2010, había 1.836 personas residiendo en Farmington. La densidad de población era de 15,89 hab./km². De los 1.836 habitantes, Farmington estaba compuesto por el 97.93% blancos, el 0.11% eran afroamericanos, el 0.44% eran amerindios, el 0.22% eran asiáticos, el 0% eran isleños del Pacífico, el 0.76% eran de otras razas y el 0.54% pertenecían a dos o más razas. Del total de la población el 2.29% eran hispanos o latinos de cualquier raza.